# Cryptantha nemaclada
Cryptantha nemaclada är en strävbladig växtart som beskrevs av Edward Lee Greene. Cryptantha nemaclada ingår i släktet Cryptantha, och familjen strävbladiga växter. Inga underarter finns listade i Catalogue of Life.